# 82092 Калоча
82092 Калоча (82092 Kalocsa) — астероїд головного поясу, відкритий 27 лютого 2001 року.
Тіссеранів параметр щодо Юпітера — 3,492.
Назва на честь міста Калоча (угор. Kalocsa) — одного з найстаріших міст Угорщини.